# Chrysotrichia siriya
Chrysotrichia siriya är en nattsländeart som beskrevs av Chantaramongkol och Malicky 1986. Chrysotrichia siriya ingår i släktet Chrysotrichia och familjen smånattsländor. Inga underarter finns listade i Catalogue of Life.